# Bernd Steidl
Bernd Steidl (* 1967 in Bad Nauheim) ist ein deutscher Provinzialrömischer Archäologe. Er ist als Hauptkonservator Leiter der Abteilung Römerzeit der Archäologischen Staatssammlung in München und war stellvertretender Direktor des Hauses.

## Leben und Werdegang
Steidl wuchs in Echzell auf, wo er sich bereits als Schüler mit den archäologischen Hinterlassenschaften des Ortes befasste. Die Schulzeit schloss er 1986 mit dem Abitur ab und studierte an der Universität Passau und der Albert-Ludwigs-Universität Freiburg Provinzialrömische Archäologie, Ur- und Frühgeschichte sowie Alte Geschichte. Im Jahr 1991 schloss er dieses Studium in Freiburg bei Hans Ulrich Nuber mit einer Magisterarbeit über die spätkaiserzeitlichen Siedlungen bei Echzell im Wetteraukreis ab. Im Jahr 1994 folgte die 2000 veröffentlichte Dissertation Die Wetterau vom 3. bis 5. Jahrhundert n. Chr., die er ebenfalls in Freiburg einreichte. Für diese Arbeit, in deren Rahmen der den Übergang von der römischen zur nachrömischen Zeit in der Wetterau untersuchte und neu bewertete, erhielt er 1995 den Eduard-Anthes-Preis.
Anschließend leitete Steidl von 1994 bis 1997 in Mainfranken Ausgrabungen von germanischen Siedlungen. Ab 1997 war er beim Bayerischen Landesamt für Denkmalpflege, Abteilung Vor- und Frühgeschichte in Würzburg beschäftigt. Im Jahr 1998 wurde er zum Konservator und Leiter der Abteilung Römerzeit an der Archäologischen Staatssammlung berufen. Dieses Amt hat er bis heute inne. In den Jahren 2000, 2002 und 2007 zeichnete Steidl für die Ausgrabungen der Benefiziarstation am Kastell Obernburg verantwortlich. Zwischen 2010 und 2020 war er zusätzlich als stellvertretender Direktor der Archäologischen Staatssammlung aktiv.
Seit 1. September 2017 bekleidet der Archäologe außerdem das Ehrenamt eines Kreisheimatpflegers im Fachbereich Bodendenkmäler für den Landkreis Landsberg am Lech und löste damit den bis 2016 tätigen Guntram Schönfeld ab. Er ist Gründungsmitglied der Deutschen Limeskommission.
Bernd Steidl ist verheiratet und lebt im oberbayerischen Reisch.

## Schriften (Auswahl)
- Limes und Römerschatz. RömerMuseum Weißenburg (= Ausstellungskataloge der Archäologischen Staatssammlung. Band 41). Likias, Friedberg 2019, ISBN 978-3-9820130-0-8.
- Römer und Germanen am Main. Ausgewählte archäologische Studien. Logo, Obernburg am Main 2016, ISBN 978-3-939462-29-3.[4]
- Ein Militärdiplom aus dem vicus des Kastells Ruffenhofen am raetischen Limes. Zur Dislokation der cohors VIIII Batavorum milliaria exploratorum im 2. Jahrhundert n. Chr. In: Bayerische Vorgeschichtsblätter, 81, 2016, S. 147–170.
- mit Heiner Schwarzberg und Mathias Will: Archäologie-Museum Bad Windsheim – Hausbau und Siedlungswesen in vor- und frühgeschichtlicher Zeit. Archäologie-Museum Bad Windsheim (= Ausstellungs- und Museumsführer der Archäologischen Staatssammlung, 2). München 2015, ISBN 978-3-927806-41-2.
- Einige Aspekte zur Verkehrsinfrastruktur und zu den Vici in Raetien. In: Römische Vici und Verkehrsinfrastruktur in Raetien und Noricum. Colloquium Bedaium Seebruck, 26.–28. März 2015 (= Schriftenreihe des Bayerischen Landesamtes für Denkmalpflege, 15). München 2016, S. 68–83.
- „… CIVITATEM DEDIT ET CONVBIVM …“. Acht neue Militärdiplomfragmente aus Raetien. In: Bayerische Vorgeschichtsblätter 79, 2014, S. 61–86.
- mit Ludwig Wamser und Horst Zimmerhackl: Welterbe Limes. Roms Grenze am Main (= Ausstellungskataloge der Archäologischen Staatssammlung, 36). Logo, Obernburg am Main 2008, ISBN 978-3-939462-06-4.
- Römische Waffen und Ausrüstungsteile der mittleren Kaiserzeit aus dem germanischen Mainfranken. In: Im Dienste Roms. Festschrift für Hans Ulrich Nuber. Remshalden 2006, S. 307–321.
- Die Wetterau vom 3. bis 5. Jahrhundert n. Chr. (= Materialien zur Vor- und Frühgeschichte von Hessen, 22). Wiesbaden 2000 (Dissertation).

Rezensionen
- Markus Scholz: Welterbe Limes. Roms Grenze am Main. In: Göttinger Forum für Altertumswissenschaft 13, 2010, S. 1173–1183.